# Off spin

Animacja lotu piłki

Off spin, w krykiecie odmiana spin bowlingu, jeden ze sposobów rzucania piłki w krykiecie.
Bowler rzucający w stylu off spin używa prawej ręki i techniki finger spin nadając piłce ruch wirowy w prawą stronę. Rzucona tak piłka po odbiciu się od pitchu gwałtownie zmienia kierunek ruchu w prawą stronę. W porównaniu ze stylem leg spin, piłki rzucane off spinem mają zazwyczaj mniejszą rotację, ale rzucający w ten sposób zazwyczaj są dokładniejsi od leg spinnerów. Najlepszymi współczesnymi off spinerami są Muttiah Muralitharan, Harbhajan Singh oraz Saqlain Mushtaq. Nazwa off spin określa styl rzucania graczy praworęcznych, leworęczny styl finger spinu to left-arm unorthodox spin.